# Kacio Fonseca
Kacio Fonseca da Silva Freitas (Leopoldina, 13 de maio de 1994) é um ciclista profissional brasileiro.

Competiu nos Jogos Pan-Americanos de 2015 em Toronto onde, ao lado de Flávio Cipriano e Hugo Vasconcellos, conquistou a medalha de bronze, vencendo a Colômbia na decisão pelo terceiro lugar.
Kacio competiu também nos Jogos Pan-Americanos de 2019, onde chegou a repetir o bronze por equipes.Em 29 de agosto de 2019 foi flagrado no exame antidoping.Em 25 de setembro ao dar positivo para LGD-4033,perdeu a medalha de bronze.